# アーデルハイト・ツー・ホーエンローエ＝ランゲンブルク
アーデルハイト・ツー・ホーエンローエ＝ランゲンブルク（ドイツ語: Adelheid zu Hohenlohe-Langenburg, 1835年7月20日 - 1900年1月25日）は、シュレースヴィヒ＝ホルシュタイン公を名乗ったフリードリヒ8世の妃。

## 生涯

### 誕生

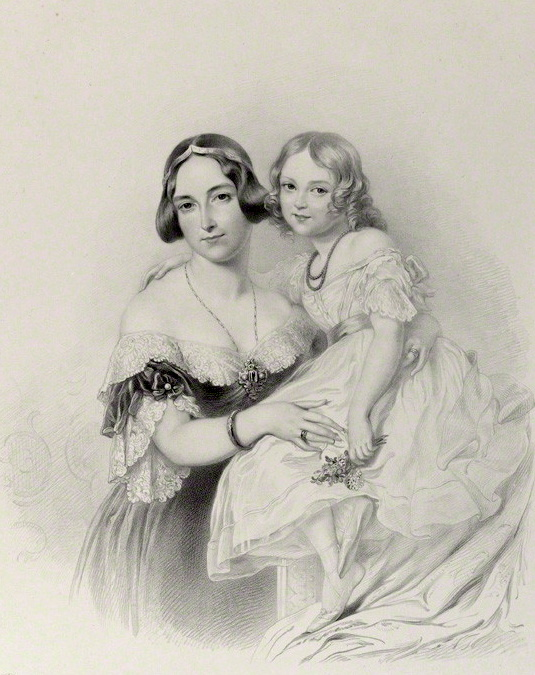
母フェオドラと少女時代のアーデルハイトを描いたリトグラフ、1841年

ホーエンローエ＝ランゲンブルク侯エルンスト1世とその妻のフェオドラ・ツー・ライニンゲンの次女としてランゲンブルクで誕生した。母フェオドラはイギリス女王ヴィクトリアの異父姉にあたる。全名は、アーデルハイト・ヴィクトリア・アマーリエ・ルイーゼ・マリア・コンスタンツェ・ツー・ホーエンローエ＝ランゲンブルク（Adelheid Victoria Amalie Louise Maria Konstanze zu Hohenlohe-Langenburg）。
家族からは英語風の愛称でエイダ(Ada)と呼ばれた。

### ナポレオン3世からの結婚の申し入れ

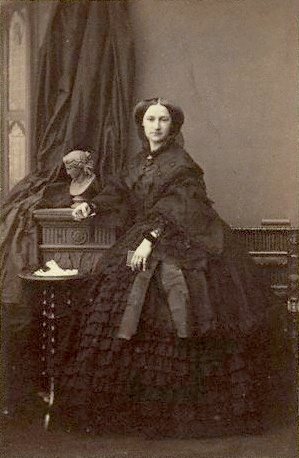
1860年の肖像写真

フランス第二帝政期の1852年、フランス皇帝になって間もないナポレオン3世はスウェーデン元王太子グスタフの娘カロラ・ヴァーサに結婚を拒絶された後、ホーエンローエ＝ランゲンブルク侯夫妻にアーデルハイトとの結婚を申し入れた。アーデルハイトとナポレオン3世が会った事は一度も無かったが、彼にとっては結婚の政治的な利点は明白だった。ボナパルト朝に格式ある王侯の血筋を加える事、そしてヴィクトリア女王の姪との結婚でフランスとイギリスの間の同盟を密接にさせる事が出来るという目論みもあった。なおかつ、アーデルハイトは正式なイギリス王室の一員では無かったので辞退されるリスクは低かった。
しかし結果として、この申し入れは叔母のヴィクトリア女王とその夫アルバートを不安に陥れた。女王夫妻はまだ新しいフランスの「革命的」政権の正統性を認めておらず、そのような体制の安定性も疑わしく思っていた。そしてまたナポレオン3世の目的の為に親戚の若い侯女を嫁がせる事はないと考えた。イギリス王室は結婚の交渉の間ホーエンローエ家に対して固く沈黙を通し、女王は姪の夫にナポレオン3世がなるのではという展望に対して強く望んでいるのか拒絶しているのかどちらかにも思われないようにした。
アーデルハイトの両親はイギリスの沈黙の意味を正確に受け取り、フランスからの申し入れを辞退した。これは、ホーエンローエ家が娘の将来を保証するため、フランスから譲歩を引き出す戦略にすぎなかった可能性もある。しかし、フランスの大臣達が更に婚約の交渉を進める前にナポレオン3世自身が王族の配偶者を追い求める事を諦めた。王族の代わりに彼はテバ女伯ウジェニー・ド・モンティジョ（自分の愛人になるよう懇願していたが断られていた）に結婚を申し込み、1853年に結婚したことで、この話は立ち消えとなった。

### 結婚とその後の半生

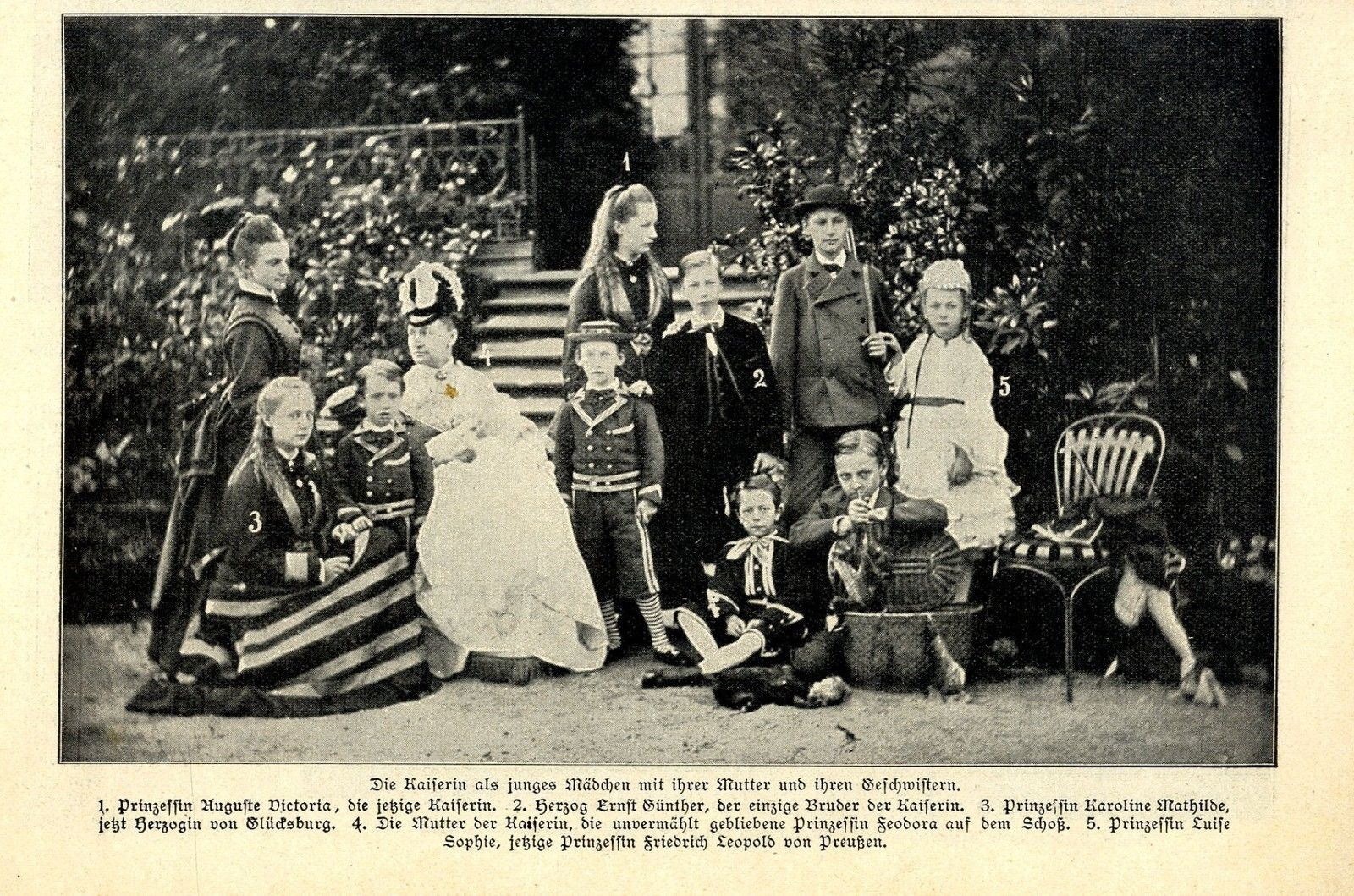
1873年頃のアウグステンブルク家

1856年9月11日、シュレースヴィヒ公国およびホルシュタイン公国の公爵位請求運動をしていたアウグステンブルク家の公子フリードリヒと結婚し、のちにドイツ皇后となるアウグステ・ヴィクトリアを含む7人の子女を儲けた。
当初、夫妻はニーダーラウジッツのドルツィヒに住んでいた。1863年にフリードリヒがシュレースヴィヒ＝ホルシュタイン公国の正統な継承者を名乗るとキールに移り住んだが、その後起きた普墺戦争の結果公国がプロイセンに併合された為、わずか3年でドルツィヒに戻った。翌年、夫妻はドルツィヒとゴータ、それに公爵家の地所であるプリムケナウの間を順に行き来した。1880年、長女アウグステ・ヴィクトリアがドイツ皇太子ヴィルヘルム（のちの皇帝ヴィルヘルム2世）と婚約する直前にフリードリヒが亡くなった。1881年2月に長女の結婚が執り行われたのち、アーデルハイトはドレスデンに落ち着いた。隠居生活を送ったドレスデンでは、主に絵画と音楽に関心を持っていた。 
1900年1月25日にドレスデンで亡くなった。

## 子女
- フリードリヒ・ヴィルヘルム・ヴィクトル・カール・エルンスト・クリスティアン・アウグスト（1857年 - 1858年）
- アウグステ・ヴィクトリア・フリーデリケ・ルイーゼ・フェオドラ・イェニー（1858年 - 1921年）…1881年、ドイツ皇帝ヴィルヘルム2世と結婚
- ヴィクトリア・フリーデリケ・アウグスタ・マリア・カロリーネ・マティルデ（1860年 - 1932年）…1885年、シュレースヴィヒ＝ホルシュタイン＝ゾンダーブルク＝グリュックスブルク公フリードリヒ・フェルディナントと結婚
- フリードリヒ・ヴィクトル・レオポルト・クリスティアン・ゲルハルト（1862年）
- エルンスト・ギュンター（1863年 - 1921年）…1898年、ザクセン＝コーブルク＝ゴータ公女ドロテアと結婚
- フェオドラ・ルイーゼ・ゾフィー・アーデルハイト・ヘンリエッテ・アマーリエ（1866年 - 1952年）…1889年、プロイセン王子フリードリヒ・レオポルトと結婚
- フェオドラ・アーデルハイト・ヘレーネ・ルイーゼ・カロリーネ・パウリーネ・アリーツェ・イェニー（1874年 - 1910年）